# Caridina togoensis
Caridina togoensis is een garnalensoort uit de familie van de Atyidae. De wetenschappelijke naam van de soort is voor het eerst geldig gepubliceerd in 1893 door Hilgendorf.